# 陶德·羅
陶德·羅（英語：Todd Rowe，1970年2月3日—）為前美國男子篮球運動員。

## 籃球生涯
1992年，陶德·羅畢業於美國俄亥俄州的馬龍學院。他是該校男籃校隊的明星球員。他曾代表學校參加第一級聯盟的籃球比賽，創下多項校史紀錄，包括：個人累計最多得分、單季最多得分、單季最高平均得分、單季最多出手數、單季最多進球數、單場投進最多罰球等。
1994年，陶德·羅到達台灣加入泰瑞戰神，參加新成立的中華職業籃球聯盟比賽，中文登錄名為「泰勒」。作為球隊主力小前鋒，他連續贏得四個「年度得分王」獎項、創下該聯盟多項得分紀錄，並獲選為職籃三年（1996—1997年球季）的最有價值球員。由於場上傑出穩健的表現，以及場下謙和有禮的態度，陶德·羅在台期間獲得隊友、球迷與傳媒的一致肯定，並得到「玉面戰神」的雅號。
1998年，在聯盟實施外籍球員身高限制規定的影響下，戰神球團未與陶德·羅續約，結束了他在台灣四年的職業生涯。
陶德·羅後來轉赴中國大陸效力浙江万马，中文名為「濤特」。以及到日本オーエスジーフェニックス打球。
2003年被列入馬龍學院的體育名人堂。

## 宗教
陶德·羅是一名基督教徒，曾於1992年獲得美國基督教大專體育協會提供的「馬拉維奇紀念獎學金」（Pete Maravich Memorial Scholarship）。

## 外部連結
- 陶德·羅在fiba.basketball（英语）
- 陶德·羅在中国男子篮球职业联赛
- 陶德·羅在Sports-Reference.com（NCAA）（英语）
- 陶德·羅在Eurobasket.com（球員）（英语）